# Zapotitlán Tablas
Zapotitlán Tablas är en ort i Mexiko.   Den ligger i kommunen Zapotitlán Tablas och delstaten Guerrero, i den sydöstra delen av landet, 230 km söder om huvudstaden Mexico City. Zapotitlán Tablas ligger 1 804 meter över havet och antalet invånare är 1 713.
Terrängen runt Zapotitlán Tablas är huvudsakligen kuperad, men åt sydost är den bergig. Runt Zapotitlán Tablas är det ganska glesbefolkat, med 40 invånare per kvadratkilometer. Närmaste större samhälle är Xalpatlahuac, 19,1 km öster om Zapotitlán Tablas. I omgivningarna runt Zapotitlán Tablas växer huvudsakligen savannskog.